# Aminata Diarra
Aminata Diarra (sinh ngày 24 tháng 2 năm 1970) là một vận động viên chạy nước rút người Mali. Cô đã thi đấu ở nội dung 100 mét nữ tại Thế vận hội Mùa hè 1988.